# Thomas Coulter
Thomas Coulter (1793 – 1843) byl irský lékař, botanik a výzkumník.

## Život a kariéra
Pracoval jako lékař pro Real del Monte Company v Mexiku. Na počátku 19. století prováděl botanický průzkum Mexika, Arizony a Alta California. Roku 1834 se vrátil do Irska a stal se kurátorem herbáře na Trinity College v Dublinu. Byl členem Royal Irish Academy.